# Карагашский сельский округ
Карагашский сельский округ (каз. Қарағаш селолық округі) — административно-территориальное образование в Алгинском районе Актюбинской области.

## Населённые пункты
В состав Карагашского сельского округа входит 2 села: Самбай (480 жителей), Нурбулак (428 жителей).

## Численность населения
| Численность населения | Численность населения |
| 1999                  | 2009                  |
| --------------------- | --------------------- |
| 1101                  | ↗1251                 |

### Перепись населения 1999
| № | Населённый пункт          | Население |
| - | ------------------------- | --------- |
| 1 | с. Самбай                 | 738       |
| 2 | с. Шибаевка (а. Нурбулак) | 363       |
|   | Всего                     | 1101      |

### Перепись населения 2009
| № | Населённый пункт          | Население |
| - | ------------------------- | --------- |
| 1 | с. Самбай                 | 816       |
| 2 | с. Шибаевка (а. Нурбулак) | 435       |
|   | Всего                     | 1251      |